# Йоанис Дельос
Йоанис Дельос (на гръцки: Ιωάννης Κ. Δέλλιος) е гръцки учен, филолог и политик, смятан за реформатор на образованието в Сяр.

## Биография
Йоанис Дельос е роден в 1853 година в македонския град Сяр, който тогава е в Османската империя. В 1868 година завършва гимназия в родния си град. В 1872 година прекъсва обучението си в Атинския университет и учителства в Сяр до 1875. В 1876 е изпратен със стипендия на Панмакедонския образователен силогос в Сяр да довърши образованието си в Германия, където в 1880 година се дипломира като доктор на философските науки от университета „Фридрих Шилер“ в Йена. След това се завръща в Сяр, където значително реформира образователната система. След Сяр се мести в Солун, където е директор на местната гимназия. В периода 1893 - 1895 е пръв директор на гимназията в Никозия, Кипър. В 1896 година започва работа като директор на гимназия в Атина. Президент е на Панмакедонския силогос в Атина.
В 1915 година е избран за депутат от Сяр. Умира в 1919 година, завещавайки цялото си имущество на Атинския университет, а библиотеката си - на гимназията в Сяр. Автор е на много трудове на историческа, образователна и фолклорна тематика. Превежда „История на Гърция“ от Йохан Густав Дройзен.
Умира в 1919 година. Името му носи улица в Сяр.